# Pacorus II
Pacorus II was koning van de Parthen van 78 tot ca. 105.
Hij was de opvolger en vermoedelijk de zoon van Vologases I. Op zijn munten duidde hij zichzelf niet alleen aan met de Parthische troonnaam Arsaces (zie bij Arsaces I), maar ook met zijn eigen naam Pacorus. Daaruit valt op te maken dat zijn regering omstreden was. Uit andere munten blijkt inderdaad dat hij met verschillende tegenkoningen te maken had: Vologases II (77-80), Artabanus III (ca. 80-90) en Vologases III (vanaf 105).
Van Pacorus' regering zijn maar weinig gegevens bekend. Cassius Dio vermeldt dat hij het koninkrijk Osroene verkocht aan Abgar VII en dat hij in Armenië in conflict raakte met de Romeinen. Ammianus Marcellinus schrijft dat hij de Parthische hoofdstad Ctesiphon uitbreidde en met stadsmuren versterkte. Uit een brief van Plinius aan Trajanus valt op te maken dat hij goede contacten onderhield met de Daciërs.

## Antieke bronnen
- Cassius Dio, lxviii, 17
- Martialis xi, 36
- Plinius de Jongere, Ep. x, 16
- Ammianus Marcellinus, Res Gestae xxiii 6, 23